# Tomopterus basimaculatus
Tomopterus basimaculatus är en skalbaggsart som beskrevs av Dmytro Zajciw 1964. Tomopterus basimaculatus ingår i släktet Tomopterus och familjen långhorningar. Inga underarter finns listade i Catalogue of Life.